# Bungie
Bungie是美國著名的电子游戏软件制作商，由一名芝加哥大學的大學生亚历克斯·瑟罗皮安于1991年5月以Bungie Software Products Corporation的名稱成立，最初位于芝加哥。在成立的最初九年里，公司专注于Macintosh平臺，他們開發了深受玩家喜愛的《马拉松》系列、《神话》系列以及《奥妮》。公司现位于华盛顿州的贝尔维尤。
2000年微软收购Bungie，计划发售《光环：战斗进化》主机版作为微软主机Xbox护航作品。《光环》创造了百万级销量的成绩，成为Xbox的杀手级软件，Bungie得以继续开发《光环》系列作品。2000年，Take-Two Interactive用Bungie19.9%的股权向微软交换《神话》与《奥妮》的版权。2001年，下属团队Bungie West完成《奥妮》的制作，同年交付Take-Two Interactive发行。2007年10月5日，Bungie宣布脱离微软，成立一家独立的有限责任公司（Bungie LLC），并移交《光环》的知识产权。2010年4月，Bungie与动视签订了一份为期十年的合同，于2014年发行了一款第一人称射击游戏：《命运》。2017年，发行《命运2》。2019年1月份，Bungie宣布與動視终止合作关系并重新掌管《命运》的发行权。
官方网站Bungie.net上有游戏数据、社区，以及Bungie商品，还有Bungie航天、Bungie基金、技术博客，以及与游戏相关的出版物。
Bungie在2000年時，被微軟收購後持續開發《最後一戰系列》，直至2007年為該系列開發完結《最後一戰3》後，移交《最後一戰》IP擁有權予微軟，脫離旗下成立獨立公司，部分原開發人員則轉至微软旗下遊戲開發商Halo Studios（原343 Industries）繼承開發最後一戰相關遊戲。
在三年後Bungie與動視宣佈合作開發遊戲，2014年推出《天命》並動視擁有IP發行權、在2017年則推出《天命2》，2019年則確定終止關係，並動視交予《天命系列》IP擁有權至Bungie繼承管理。
2022年1月，索尼（Sony）旗下的PlayStation于其官方推特上宣布Bungie加入索尼互动娱乐，收購完成並成為子公司後繼續保持工作室獨立運行，依舊擁有《天命系列》自主發行權，並支持Bungie往後的多平台發展方向。

## 歷史

### 创业背景与早期作品（1990-1993）
80年代，瑟罗皮安对计算机程序很感兴趣，但由于当时学院并未开设计算机科学本科学位，于是他进入芝大的数学系，研读计算机科学。
瑟罗皮安的首个作品是于1990年制作完成的《Gnop!》，翻版雅达利公司推出的《乓 (Pong)》("Gnop"倒写) 。不过即便瑟罗皮安将源代码免费发行，一些用户还是慷慨地为这款作品捐赠了15美元。《Gnop!》一般认为是Bungie的首款作品，往后Bungie发布的几款游戏合集中——例如马拉松三部曲套装与Mac动作游戏包 (Mac Action Sack) ，《Gnop!》也被收录进去。
临近毕业，他睡在父亲家的沙发上，与父亲争论到底是先找份工作，还是着手于自己创业。父亲的意见是他应该先从工作中积累经验，但瑟罗皮安第二天就跑去注册了一家公司。
1991年5月，Bungie软件制作公司正式注册成立。10月，Bungie发行《行动：沙漠风暴》。亚历克斯从父母和朋友那里筹钱，自己组装游戏机、刻录光碟。最终，《行动：沙漠风暴》卖出了2500份。
在芝加哥大学的人工智能课上，瑟罗皮安结识了程序员傑森·瓊斯。当时后者正在将自制的游戏《米诺陶》从Apple II移植到Macintosh平台。琼斯回忆：“在班上，我和Alex根本不认识。他认为我是傻瓜，就因为我有一台漂亮的电脑”。
1992年，瑟罗皮安与琼斯合作发行了角色扮演游戏《米诺陶：克里特岛的迷宫》。琼斯负责代码编写与设计，瑟罗皮安负责发行。《米诺陶》依靠调制解调器（彼时拥有此设备的Mac用户并不多）与AppleTalk联网游玩。游戏只卖出了2500份，不过他们也收获了一批忠实的玩家。
相比于搭载Windows系统的个人电脑，两人选择在Macintosh平台开发：一方面Mac面向的市场更开放，另一方面则是由于琼斯更熟悉这个平台，并且经验丰富。琼斯主要负责设计与技术工作，瑟罗皮安扮演商人和市场经理的角色。琼斯回忆说：“我很高兴他从不浪费钱”。由于没钱雇佣人手，他们在瑟罗皮安的公寓里组装《米诺陶》游戏盒。在瑟罗皮安妻子的支持下，《米诺陶》面世，而游戏空前的成功为他们提供了足够的资金维持开发。
1992年，琼斯受当时第一款射击游戏《德軍總部3D》启发，动手为Mac编写了一个3D引擎。最初他们准备做3D版《米诺陶》，旋即却发现这个采用俯视视角的游戏移植成3D视角后效果并不好。另一方面，他们也准备舍弃调制解调器，于是转而构思了一个原创故事。这次琼斯仍然负责代码，不过美术设计部分交由他的朋友Colin Brent过来帮忙做。
1993年，Bungie推出了他们为Mac电脑制作的第一人称射击游戏《通往黑暗之路》。这次崭新尝试再次取得了商业成功，同时也收获了评论杂志的赞美：Inside Mac Games将它评选为“年度冒险游戏”，Macworld赋予它的荣誉则是“最佳角色扮演游戏”。此外，有了销售利润上的支持，他们把办公室从狭窄的公寓搬到芝加哥南区的南哈斯底德街上。
1994年5月，Bungie迎来第一位全职雇员Doug Zartman，他来为《通往黑暗之路》提供支持。同时，作为媒体发言人，Zartman越发熟练一种幽默而又挑衅的口吻。不过，回忆起这间工作室——一座毗邻毒品交易所的前女子学校，作曲家Martin O'Donnell说：“（那地方）闻起来像是刚度过漫长周末的兄弟会之家”。而有些员工甚至会想到恐怖游戏《寂静岭》中的场景。

### 《马拉松》、《神话》与《奥妮》 （1994-2001）

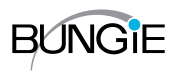
Bungie於1994年至2009年間使用的第三代商標

Bungie原本计划继续打造《通往黑暗之路》续作，然而后来他们的思路稍微转向，于是诞生了一个崭新、颇具未来感的第一人称射击游戏《马拉松》。《马拉松》是第一款允许玩家在Z轴上移动视角的第一人称射击游戏。在这个基础上，玩家们创造了一种叫做“超级跳”（或“手雷跳”、“火箭跳”）的玩法动作。Bungie从《通往黑暗之路》的制作过程中领略了叙事对游戏的重要性，因此到了《马拉松》里设计出终端机以便玩家们了解更多与故事有关的内容。员工评价Bungie是“小成本电脑游戏公司的完美典范，大家狂吃披萨，乱喝可乐”。当时工作室为了《马拉松》持续6个月每天工作14小时。
自游戏登上Mac世界博览会以来，《马拉松》收到了大量的关注与预订。1994年12月14日，《马拉松》面世。琼斯与一些员工全天待在仓库里组装游戏盒，以赶在圣诞之前满足一部分订单。《马拉松》同样赢得了掌声与利润，游戏评论赋予它一种模糊又重要的游戏史地位，称它是DOS、PC游戏《毁灭战士》、《网路奇兵》的Mac版替代品。游戏订单量空前庞大，邮件与电话不足以应付成千上万的订单，于是Bungie将确认订单的任务外包给一家公司来处理。《马拉松》使Bungie的目光转向Mac以外更大的市场。
首作的成功迎来了系列续作《马拉松2：杜兰达尔》，二代引入了一些新元素比如“合作模式”——在Bungie后来游戏中得到保留的重要项目之一。游戏于1995年11月24日发售，比前作更为畅销。但当Bungie宣布游戏将登陆Windows 95平台后，Mac玩家们感觉受到了欺骗，Bungie一时收到了很多表示不满的邮件。瑟罗皮安看到了新市场与大型供应商的潜力，不过他仍为那些糟糕条款和供应商提供的“烂合同”惋惜。1996年9月这款游戏在Windows 95平台上发售，一年后《马拉松：无限》也发行面世。
《马拉松》以后，Bungie的注意力从FPS游戏转向策略类游戏，他们发行了《神话：堕落之神》，相比于策略类游戏一般使用的资源集中管理模组，《神话》采用的是“战术单位管理”玩法。Bungie也趁此良机孵化了一个庞大而活跃的在线社群。《神话：堕落之神》是Bungie第一款同时登陆Mac和Windows平台的游戏。
《神话》再度成功。1997年，他们在加州圣何塞设立工作室分部Bungie West，其惟一的作品——2001年发行的动作游戏《奥妮》在Mac、PC、PS2平台上登陆。

### 《光环》与微軟子公司時期（2000-2007）
1999年，Bungie公布了下一个项目——《光环：战斗进化》。最初计划它被设计为一个第三人称射击游戏，将在Windows和Macintosh系统上登陆。1999年的MacWorld大会上，苹果iCEO（临时首席执行官）史蒂夫·乔布斯为《光环》揭幕（在当年E3闭幕演示以后）。
2000年6月19日，正在纪念九周年的Bungie宣布被微軟收購，他們开发的《最後一戰：戰鬥進化》将改為第一人稱射擊遊戲，并且改为在微軟的遊戲主機Xbox上首發护航。Bungie接受微软的收购有多层原因。琼斯说：“我不记得具体的细节，印象很模糊。在马拉松发布以前我们就不断地在与企业谈判。动视曾抛出一份真诚的报价。但是为Xbox平台工作——是一个认真对待游戏的机会。我们总担心被那些只想要Mac版本游戏或头脑不清的人收购。”在收购十天前加入Bungie的Martin O'Donnel介绍说，Xbox的稳定性是其作为开发平台的众多优点之一。
《神话2》发售前夕，工作室发现一些版本会抹除玩家的硬盘文件，这个技术故障导致Bungie决定在发售前召回大批产品，并为此花费将近一百万美元。O'Donnell在Bungie播客中说决定召回让公司财政多了一些不确定性，（尽管另一方面）接受收购条件不是Bungie“非得如此”。瑟罗皮安与琼斯拒绝接受微软开出的条件，直到工作室达成了共识同意被收购。
作为代价，根据与一份与微软和T2互动签订的三方协议，《神话》与《奥妮》的产权被转移到Take-two 互动公司（当时拥有Bungie19.9%的股份）。不过，大部分开发的奥妮员工得以继续他们的工作，直到2001年游戏发售。与此同时，《光环：战斗进化》卖出了650万份，成为一款广受好评的Xbox招牌游戏。
光环的成功使Bungie得以开发其后续作品。2004年11月9日《光环2》发售，首日营收超过125万美元，创下当时的行业记录。2007年9月25日《光环3》发售，首日创下170万美元的营收，再次超越《光环2》的营销成就。
聯合創辦人之一瑟羅皮安於2004年正式離開Bungie。

### 独立公司时期（2007-2021）
2007年10月1日，微软与Bungie同时宣布Bungie正式从微软分离，成为一家私人持有的有限公司。根据合同约定，微软保留Bungie的少数股权，继续与Bungie合作处理光环的发布与市场营销，而光环的知识产权让渡给微软。
2008年，Bungie原本准备在E3公布他们的新游戏消息，但总裁Harold Ryan临时取消了发布会。三个月后，Bungie宣布新游戏将是《光环3》的前传，名为《光环3：侦察兵》。又过了一个月，Bungie最终将游戏名定为《光环3：ODST》。2009年E3发布会，Bungie公布了一款正在制作当中的光环游戏——《光环：致远星》，预计于2010年发布。致远星是Bungie制作的光环系列的最后一作。
Bungie一直在扩展业务，却从未揭露有关新项目的具体信息或着发售时间。到2008年5月份，公司大概有120位成员，到2009年6月约有165人，规模已经超越微软游戏工作室。Ryan对一家贝尔维尤的多媒体影剧院重新布置，将它当作Bungie的新工作室，办公室面积因而从原来3,800㎡的扩大到了7,400㎡。
2010年4月，Bungie公布了一份与动视暴雪签订的十年发行合同。根据合同，新开发的IP将属于Bungie而非动视，与艺电的合作伙伴项目比较相似。
2011年6月30日，Bungie公布了“Bungie航天”计划。这个项目计划为独立游戏开发者提供发行、资源与技术支持，包括赠予Bungie.net平台的通行许可。它的标语"Per audacia ad astra"意思是：“无畏地冲向星空”。11月，Bungie航天发布了第一款游戏：《绯红：蒸汽海盗》，一款由刚成立不久的工作室翻新计划开发的iOS平台游戏。Bungie还向玩家提供统计数据，在Bungie.net上与社群保持密切联系。
2013年2月公布MMOFPS《天命》（Destiny），交由动视发行，并于2014年9月在PS3、PS4、Xbox360、XboxOne平台上发售。2016年1月，Ryan辞去总裁职务，从2002年担任公司COO和执行制作人的Pete Parsons上任成为新的CEO。
2018年6月1日，中国大陸公司网易宣布投資Bungie約1亿美元，并获得Bungie的少数股权以及公司董事会的一个席位。
2019年1月10日，Bungie宣布結束與動視持續八年的合作關係，Bungie將保留《天命》系列的版權與未來發行權，后续的游戏内容与下载更新将由Bungie自行发布，包括将《命运2》从动视的战网平台移植到Steam的工作。Bungie社区总监David Dague出面澄清关于“‘动视霸权’限制Bungie创作”的传言，相反他表示两家公司由于对《命运》系列未来走向的不同理念而友好地分手。
2021年2月份，Bungie宣布它们一个庞大的拓展计划——除了积极拓展贝尔维尤办公室领土面积以外，Bungie还将于2022年在阿姆斯特丹新开设一家分工作室。这项举动将扩大《命运》的团队，以及《命运》相关产品的团队。此外，公司还计划于2025年公布一个全新IP。

### 索尼子公司时期（2022-至今）
美国时间2022年1月31日，索尼互动娱乐宣布将以36亿美元收购Bungie，收购后Bungie将作为索尼互动娱乐旗下子公司运作，但目前Bungie的登陆多平台游戏将继续保持多平台运营，并且Bungie也将保持独立的游戏发行权力。同年7月16日，索尼宣布正式完成对Bungie的收购。

## Bungie.net
Bungie.net是Bungie与玩家社群交流沟通的主要平台。Bungie被微软收购时，这个门户网站似乎要与微软建立的Xbox.com争夺用户，但出色的社区管理化解了危机。此外，Bungie.net被重新设计过几次。
在《光环》时期，Bungie.net提供每局游戏的数据统计，比如玩家死亡位置图（“热图”）。2012年1月31日Bungie宣布，自3月31日起Bungie.net将不再更新Halo的游戏数据与玩家服务记录、展示玩家原创《光环》内容（地图等），以及不再提供《光环》的“Bungie Pro”服务。3月31日，随着这些服务的停运，Bungie正式将所有Halo游戏的数据交予343工作室管理，而Bungie.net则开始记录《命运》的游戏数据。除了收集数据与管理玩家帐户以外，Bungie.net还设计了社区模块。
Bungie长期为玩家们聚集与讨论游戏提供场地，也在网站上发布新闻、更新游戏海报，然而却鲜少介绍Bungie员工及其工作情况。希望更熟悉玩家的Bungie因此聘请了广受认可与尊敬的作者，包括Luke Smith、Eric Osborne等人。开发者们主持了一款气氛轻松的播客节目对员工进行采访。
Bungie app分别在iOS App store和Google Play上架，以便玩家查看《命运》的数据。

## 公司文化
Martin O'Donnell形容Bungie的办公室文化“有些挑衅，不像公司、机构，或者特别商业”。形容公司不拘一格、认真投入的行事风格。美术设计师王詩鎧谈到他当时进入Bungie接受采访：“当我发现我是唯一打扮特别正式的那个，我就明白这就是理想的工作环境“。Bungie内容总监Frank O'Connor（暨播客主持）提到，在一次GameStop会议上，Bungie小组被要求穿着“商务休闲(Business Casual)”风格，Martin回应道：“我们不穿商务休闲("we don't do Business casual.")”（双关：“我们不会轻佻地对待工作”） 。

微软对Bungie感兴趣的原因正是其充满活力与创造力的工作文化，不过时任微软创意总监的Jordan Weisman担心收购行动会对Bungie开发部门的工作产生负面影响，他创建的FASA工作室即是前车之鉴。Bungie总裁Harold Ryan表示，即便微软收购bungie，工作室依然会保持独立：
微软收购Bungie以后立即着手将它（从芝加哥）吸收进来，把我们和其他的游戏制作组一起安排在微软大厦里。不过，比起其他已经进驻的开发组，Bungie并未搬进微软办公室——我们拆除了各个部门之间的墙壁，坐在一个开阔的环境里。所幸瑟罗皮安与杰森坚定地维护Bungie的习惯与气质——尽管稍微有点格格不入。
在2007年，微软将工作室搬迁到了柯克兰。财政分析师Roger Erhenberg的文章中写道，“微软与Bungie的联姻因为一些根本的分歧而毁灭性地失败”。Bungie声称因疲于制作《光环》续作而被迫放弃创造新的IP。
Edge杂志谈及Bungie员工：“既充满挑衅态度又激情、忠诚；严肃地自我反省；对于公司微不足道的成就也很有热情；会从忠实的粉丝群体中招募员工”。Bungie办公室非常不一般，在主题讨论中——例如讨论基本游戏要素，员工不论资历都勇于质疑。员工会公开表达对自家游戏与其它公司产品的态度。为了培养员工们团队竞赛的能力，Bungie举办过“Bungie Pentathlon”赛事，组织同事们在《光环》、《绘本》、《舞蹈革命》和《摇滚乐队》中组队竞技；他们在“驼峰日”（周三）玩《光环》时，也会遇到专业电竞队伍与其他游戏工作室。多人匹配的数据会在Bungie.net上展示。
在公益项目上，Bungie与粉丝们也密切联系，他们被称为“第七纵队”。2005年大西洋飓风卡特里娜侵袭美国东海岸，Bungie是为数不多关心飓风受害者的游戏行业公司，他们设计了一批T恤，将卖得的收益捐赠给美国红十字会。2010年海地地震后，Bungie上架一款名为“成为英雄”的T恤，并向美国红十字会捐赠，每个《光环3》、《光环3：ODST》玩家的Xbox LIVE账号上的虚拟人物都会装饰一个特殊的心形徽标。除上述活动以外，Bungie拍卖过一副由O'Connor创作的“首长先生”(Mister Chief)的画；拍卖了Bungie办公室里的一台光环2主题饮料贩卖机；以及曾与Child’s Play合作举办拍卖活动。2011年，Bungie建立了Bungie基金会。
2021年12月，IGN报道了一篇访谈，采访了在职或离职的共26位员工，就2011年以来办公室里的男性主导文化、加班文化所营造的女性歧视，探讨了一些问题，而某些问题至今仍未解决。最近，公司积极介入试图改善状况，CEOPete Parsons发布了一份声明，承诺Bungie将努力改善办公环境，回应IGN的报道内容。Parsons向那些遭遇过“任何不安全、不公正、不专业对待”的雇员们道歉，并且提出了一些公司做出的改变和计划。

## 作品
| 游戏名称               | 类型               | 首发时间      | 发售平台                                         | 发行商                                 | 參     |
| ---------------------- | ------------------ | ------------- | ------------------------------------------------ | -------------------------------------- | ------ |
| 行动：沙漠风暴         | 射击               | 1991年        | Mac                                              | Bungie                                 |        |
| 米诺陶：克里特岛的迷宫 | 角色扮演、冒险     | 1992年        | Mac                                              | Bungie                                 |        |
| 通往黑暗之路           | 第一人称射击、冒险 | 1993年        | Mac                                              | Bungie                                 |        |
| 马拉松                 | 第一人称射击       | 1994年        | Mac、Apple Pippin                                | Bungie                                 |        |
| 马拉松2：迪朗达尔      | 第一人称射击       | 1995年        | Mac、Apple Pippin、Windows                       | Bungie                                 | [ 24 ] |
| 马拉松：无限           | 第一人称射击       | 1996年        | Mac                                              | Bungie                                 |        |
| 神话：堕落之神         | 即时戰術           | 1997年        | Mac、Windows                                     | Bungie、Eidos                          |        |
| 神话2：勾魂使者        | 即时戰術           | 1998年        | Mac、Windows、Linux                              | Bungie GT Interactive Software         |        |
| 奥妮                   | 动作、第三人称射击 | 2001年        | Mac、Windows、PlayStation 2                      | Gathering of Developers Rockstar Games |        |
| 光环：战斗进化         | 第一人称射击       | 2001年        | Xbox、Mac、Windows                               | 微软游戏工作室                         |        |
| 光环2                  | 第一人称射击       | 2004年        | Xbox、Windows                                    | 微软游戏工作室                         |        |
| 光环3                  | 第一人称射击       | 2007年        | Xbox 360                                         | 微软游戏工作室                         |        |
| 光环3：ODST            | 第一人称射击       | 2009年        | Xbox 360                                         | 微软游戏工作室                         |        |
| 光环：致远星           | 第一人称射击       | 2010年        | Xbox 360                                         | 微软游戏工作室                         |        |
| 命运                   | 第一人称射击       | 2014年9月9日  | Xbox 360、Xbox One、PlayStation 3、PlayStation 4 | 动视                                   | [ 26 ] |
| 命运2                  | 第一人称射击       | 2017年9月6日  | Xbox One、PlayStation 4、Windows                 | 动视                                   | [ 27 ] |
| 失落星船：马拉松       | 第一人称射击       | 2025年9月24日 | Xbox Series X/S、PlayStation 5、Windows          | Bungie                                 |        |

## 相关公司
许多Bungie员工后来都自立门户。Greg Kirkpatrick和几位前Bungie员工成立了Double Aught。
2003年，亚历克斯·瑟罗皮安成立了Wideload Games（翌年离开Bungie），后来又合伙创建了Industrial Toys。Hamilton Chu和Michael Evans创建了Giant Bite。
Max Hoberman创建了Certain Affinity，成员包括前Bungie雇员David Bowman与Chad Armstrong；Certain Affinity与Bungie合作发布了《光环2》的最后两张DLC地图以及《光环：致远星》的DLC“挑战地图包”。
《光环：致远星》发售以后，光环系列由微软成立的343 Industries（現今Halo Studios）接管。Frank O'Connor等少数前Bungie员工选择留在343 Industries。2015年，从Bungie离职的Martin O'Donnell成立了工作室Highwire Games。

## 備註
1. ↑  Bungie是为发售本作为目的成立的。[23]
2. ↑  本作北美發行由Bungie負責，欧洲發行為Eidos。
3. ↑  本作北美發行由Bungie負責，欧洲發行為GT Interactive Software（英语：GT Interactive Software）。
4. ↑  本作是Bungie分部Bungie West开发过的唯一一款游戏作品[25]。
5. ↑  本作由Gathering of Developers負責於Mac與Windows平台發行，PlayStation 2版本由Rockstar多伦多工作室开发；Rockstar Games發行。
6. ↑  本作是《光环》系列的首作，也是Xbox的首发游戏，同时也是公司被微软收购后发行的第一款游戏作品。电脑版均非Bungie制作。
7. ↑  Bungie脱离微软前最后一部作品
8. ↑  Bungie独立后的首部作品

## 外部連結
- Bungie官方網站
- Bungie的X（前Twitter）
- Bungie的Facebook專頁
- YouTube上的
- （页面存档备份，存于）
- 非官方的Bungie愛好者網站（页面存档备份，存于）
- Bungie Studios Wikia（页面存档备份，存于）